# Gillette Castle State Park
Der Gillette Castle State Park ist ein 74 Hektar großes Parkgelände zwischen Lyme und East Haddam an der Grenze der Countys Middlesex und New London im US-Bundesstaat Connecticut. Zwischen 1914 und 1919 wurde dort das Gillette Castle, auch bekannt als Seventh Sister, erbaut. 1943 erwarb der Staat das Anwesen und richtete einen State Park ein. Seit dem 31. Juli 1986 ist das Gebäude im National Register of Historic Places unter der Nummer 86002103 eingetragen.
Gillette Castle in Lyme mit Blick über den Connecticut River, war ursprünglich die private Residenz des Schauspielers William Gillette.
Gillette, bekannt vor allem als Bühnendarsteller des Sherlock Holmes, entwarf das burgartige eigentümliche Haus auf seinem Gut Seventh Sister im Wesentlichen selbst. Als er anhanglos verstarb, übernahm der Staat Connecticut das Anwesen und machte daraus einen State Park, der heute von etwa 300.000 Personen jährlich besucht wird.
Zu den Eigentümlichkeiten des Hauses gehören spezielle Türknöpfe und Schlösser und ein Geheimgang sowie verborgene Überwachungsspiegel.
Eine einst bestehende Privateisenbahn wurde zum großen Teil demontiert.

## Galerie

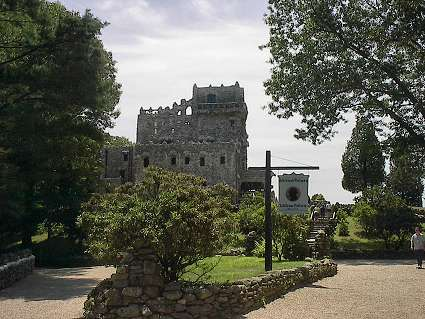
Seitenansicht
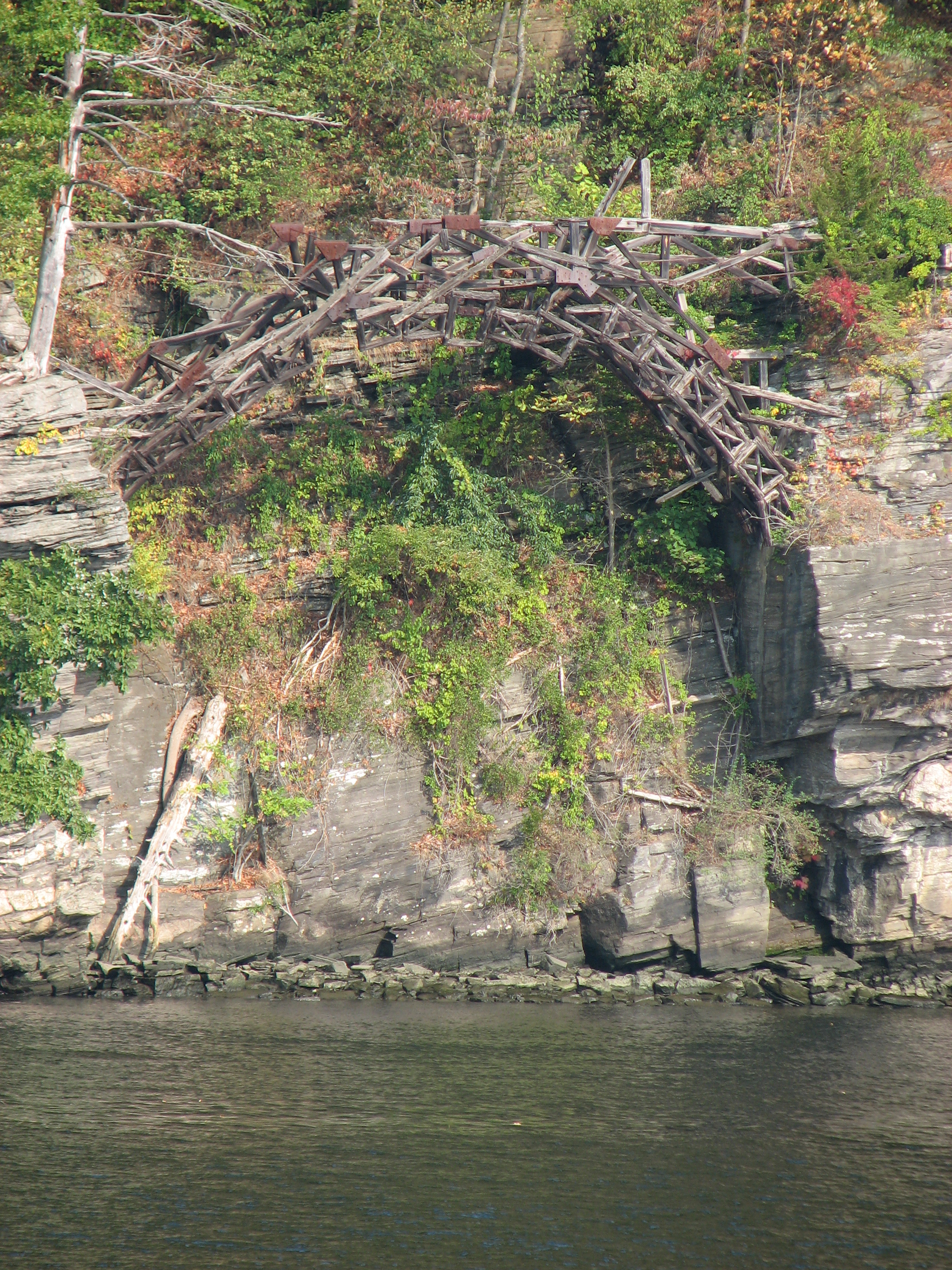
Ruine einer hölzernen Bogenbrücke
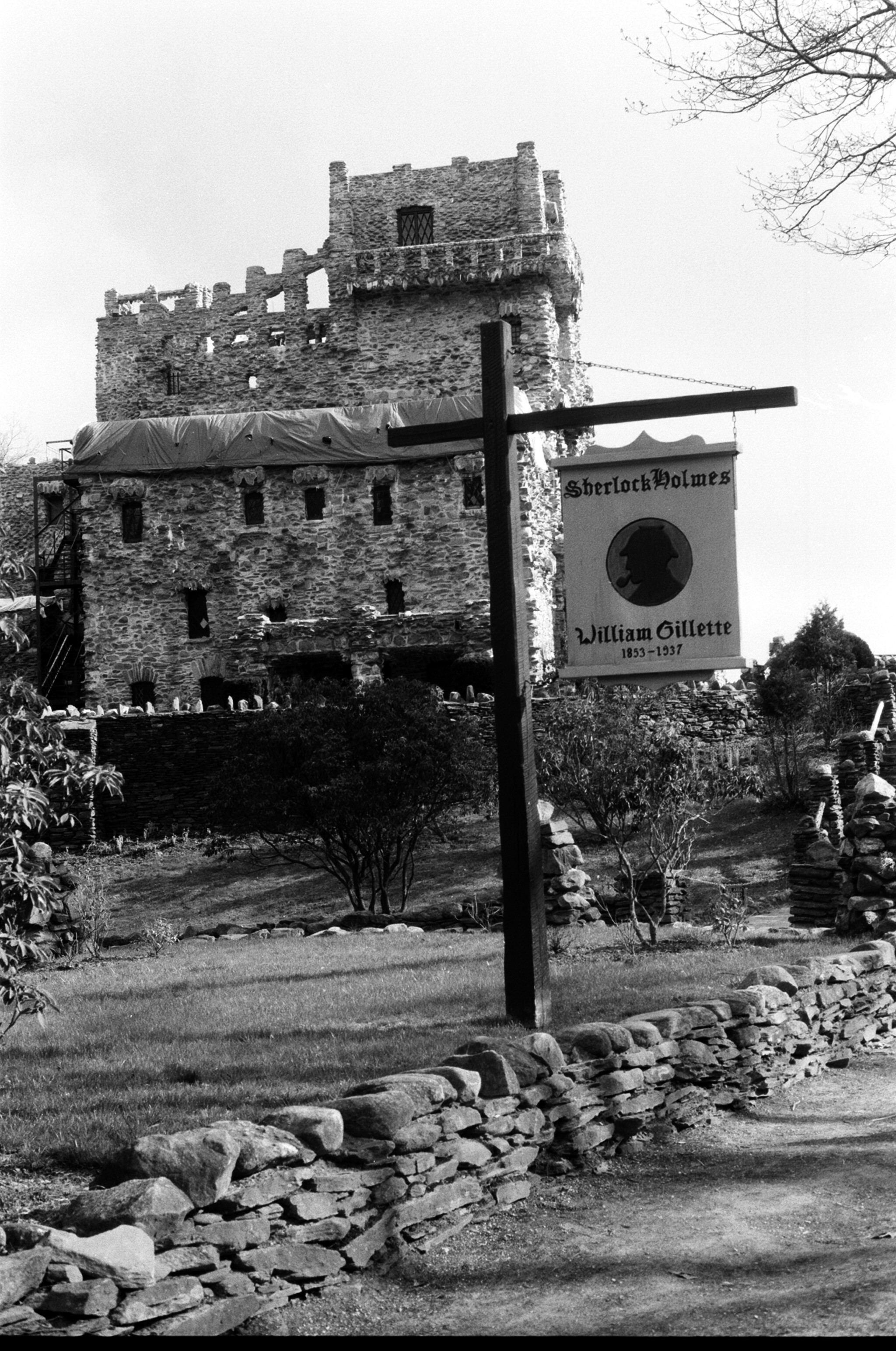
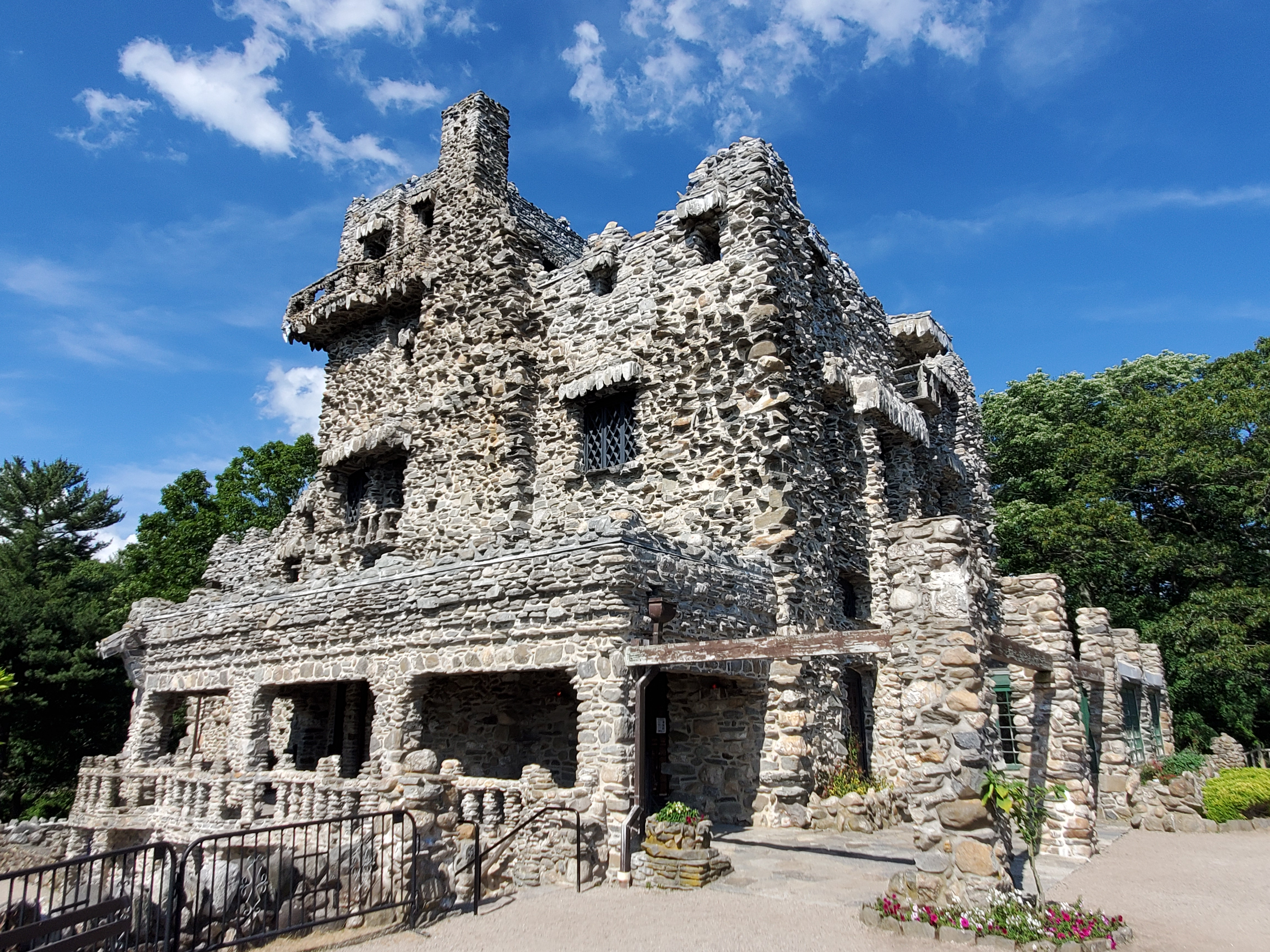
Gillette Castle vom Connecticut River überblickt
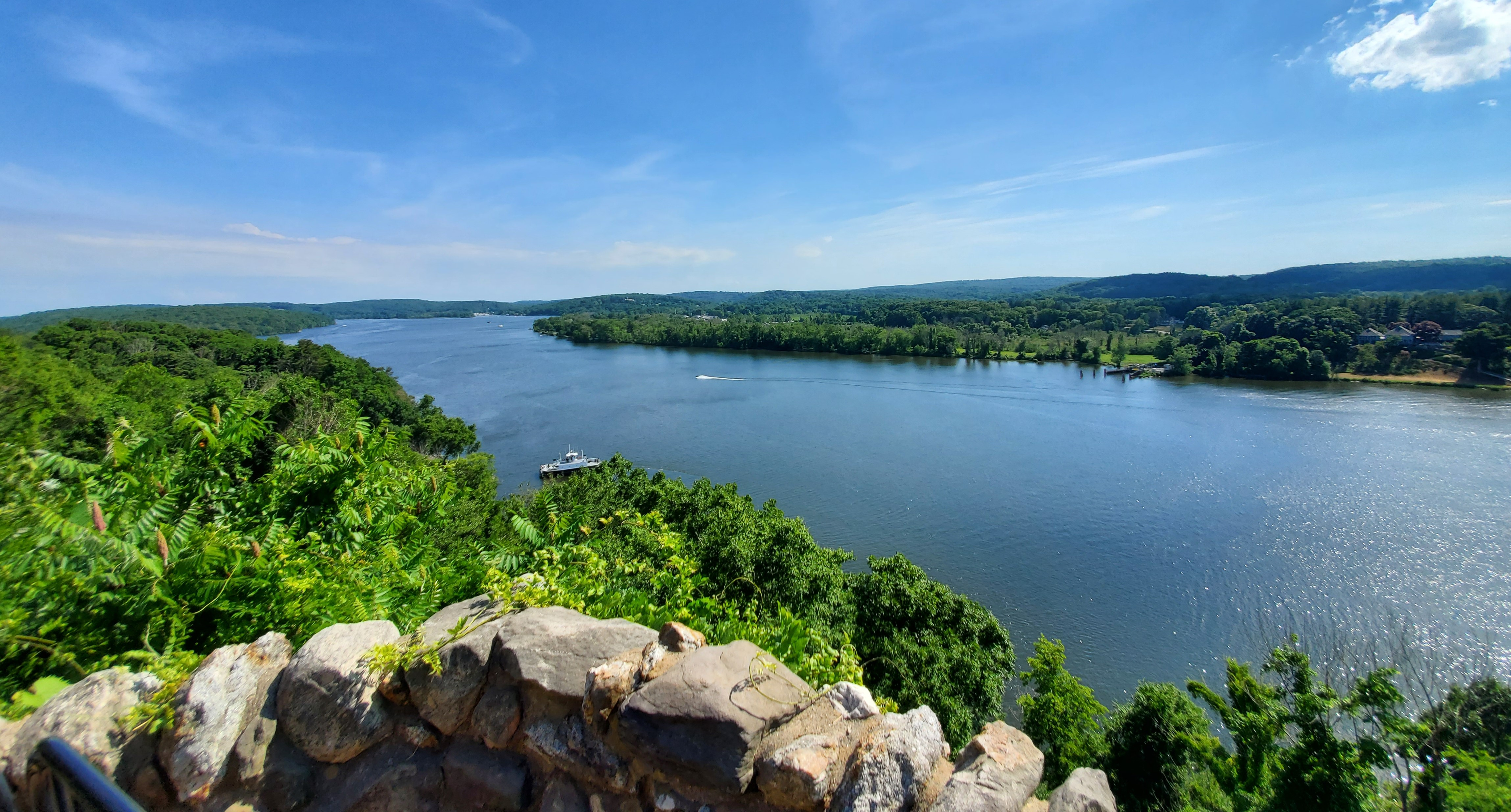
Connecticut River von Gillette Castle aus gesehen